# Finis Conner
Finis Conner (* 28. Juli 1943 in Gadsden, Alabama) ist ein US-amerikanischer Unternehmer und Pionier der Festplatten-Industrie.
Conner wuchs in ärmlichen Verhältnissen als fünftes Kind eines Zimmermanns in Alabama, Texas und Florida auf. Mit 19 Jahren ging er nach San José und arbeitete als kleiner Angestellter für IBM, während er sein College nachholte. 1969 erhielt er einen Abschluss in Industriemanagement vom San José State College. Als er später bei Memorex arbeitete, wurde er die rechte Hand und der Protegé von Alan Shugart.
Er gründete 1973 mit Shugart und sieben anderen Shugart Associates, einem Pionier der Entwicklung von Floppy Disks, der 1977 von Xerox übernommen wurde. Bei Shugart Associates schuf er sich einen Ruf als hervorragender Verkäufer. 1979 gründete er mit Shugart den Festplatten-Hersteller Seagate Technology, für die er das 5,25-Zoll-Festplattenformat konzipierte. Um 1984 kam es zu Differenzen mit der Leitung von Seagate, da diese laut Conner nicht genug auf die Kundenwünsche eingingen. Er lebte halb im Ruhestand (mit 12 Millionen US-Dollar Seagate Aktien) bevor er sich entschloss, in eine Firma von John Squires einzusteigen, der kleinere Festplatten (3,5 Zoll) entwickelt hatte. 1986 gründeten sie Conner Peripherals (wobei Conner eine eigene zuvor gegründete Firma einbrachte), die als erste 3,5- und 2,5-Zoll-Festplattenlaufwerke entwickelte. Das Anfangskapital von 12 Millionen US-Dollar fand er bei Compaq, die geeignete Festplatten für die in Entwicklung befindlichen Laptops suchten und auch einer der Hauptkunden von Conner Peripherals wurden. 1987 hatten sie 117 Millionen US-Dollar Umsatz (überwiegend von Compaq) und 1989 schon rund 700 Millionen (etwa ein Drittel von Compaq). Ende der 1980er Jahre waren sie damit das am schnellsten wachsende Start-Up in den USA und führten den Wettbewerb zu leichteren, kompakteren und weniger Strom verbrauchenden Festplatten an. Sie wurden 1996 von Seagate übernommen (zuletzt hatten sie 2,7 Milliarden US-Dollar Umsatz).
2010 wurde Conner CEO bei der Firma Millenniata in Provo, Utah, die sich auf langlebige optische Archivierungstechnologie spezialisiert hat (auf der M-Disc, gelesen und beschrieben mit dem M-Writer).